# Rajd Madery 1997
Rajd Madery 1997 (38. Rali Vinho da Madeira) – 38. edycja rajdu samochodowego Rajd Madery rozgrywanego w Portugalii. Rozgrywany był od 1 do 2 sierpnia 1997 roku. Była to trzydziesta piąta runda Rajdowych Mistrzostw Europy w roku 1997 (rajd miał najwyższy współczynnik – 20) oraz siódma runda Rajdowych Mistrzostw Portugalii.

## Klasyfikacja rajdu
| Miejsce                            | Kierowca                     | Pilot                        | Samochód                     | Czas                         | Strata                       |                              |
| Klasyfikacja generalna i ERC       | Klasyfikacja generalna i ERC | Klasyfikacja generalna i ERC | Klasyfikacja generalna i ERC | Klasyfikacja generalna i ERC | Klasyfikacja generalna i ERC | Klasyfikacja generalna i ERC |
| ---------------------------------- | ---------------------------- | ---------------------------- | ---------------------------- | ---------------------------- | ---------------------------- | ---------------------------- |
| 1.                                 | Piero Liatti                 | Fabrizia Pons                | Subaru Impreza 555           | 3:21:34                      | 0.0                          |                              |
| 2.                                 | Philippe Bugalski            | Jean-Paul Chiaroni           | Renault Mégane Maxi          | 3:22:58                      | +1:24                        |                              |
| 3.                                 | Adruzilo Lopes               | Luís Lisboa                  | Peugeot 306 Maxi             | 3:23:40                      | +2:06                        |                              |
| 4.                                 | Bruno Thiry                  | Stéphane Prévot              | Ford Escort RS Cosworth      | 3:23:49                      | +2:15                        |                              |
| 5.                                 | Rui Madeira                  | Silva Nuno da Rodrigues      | Subaru Impreza 555           | 3:24:12                      | +2:38                        |                              |
| 6.                                 | Fernando Peres               | Ricardo Caldeira             | Ford Escort WRC              | 3:24:43                      | +3:09                        |                              |
| 7.                                 | Pedro Azeredo                | Fernando Prata               | Renault Mégane Maxi          | 3:24:43                      | +3:09                        |                              |
| 8.                                 | José Carlos Macedo           | Miguel Borges                | Renault Mégane Maxi          | 3:24:47                      | +3:13                        |                              |
| 9.                                 | Américo Campos               | José Camacho                 | Peugeot 306 Maxi             | 3:25:35                      | +4:01                        |                              |
| 10.                                | Vítor Sá                     | João Vieira                  | Renault Mégane Maxi          | 3:26:46                      | +5:12                        |                              |
| Klasyfikacja mistrzostw Portugalii |                              |                              |                              |                              |                              |                              |
| 1.                                 | Adruzilo Lopes               | Luís Lisboa                  | Peugeot 306 Maxi             | 3:23:40                      | +2:06                        |                              |
| 2.                                 | Rui Madeira                  | Silva Nuno da Rodrigues      | Subaru Impreza 555           | 3:24:12                      | +32                          |                              |
| 3.                                 | Fernando Peres               | Ricardo Caldeira             | Ford Escort WRC              | 3:24:43                      | +1:03                        |                              |
| 4.                                 | Pedro Azeredo                | Fernando Prata               | Renault Mégane Maxi          | 3:24:43                      | +1:03                        |                              |
| 5.                                 | José Carlos Macedo           | Miguel Borges                | Renault Mégane Maxi          | 3:24:47                      | +1:07                        |                              |
| 6.                                 | Américo Campos               | José Camacho                 | Peugeot 306 Maxi             | 3:25:35                      | +1:55                        |                              |
| 7.                                 | Vítor Sá                     | João Vieira                  | Renault Mégane Maxi          | 3:26:46                      | +3:06                        |                              |